# San José de Tiznados (Venezuela)
Pour les articles homonymes, voir San José et San José de Tiznados.
San José de Tiznados est la capitale de la paroisse civile de San José de Tiznados de la municipalité d'Ortiz de l'État de Guárico au Venezuela. 